# Amphoe Phanom Sarakham
Amphoe Phanom Sarakham (Thai: อำเภอ พนมสารคาม) ist ein Landkreis (Amphoe – Verwaltungs-Distrikt) in der Provinz Chachoengsao.  Die Provinz Chachoengsao liegt im östlichen Teil der Zentralregion von Thailand. 

## Geographie
Benachbarte Distrikte (von Osten im Uhrzeigersinn): die Amphoe Sanam Chai Khet, Plaeng Yao und Ratchasan der Provinz Chachoengsao sowie die Amphoe Si Mahosot und Si Maha Phot in der Provinz Prachin Buri.
Ein wichtiger Fluss des Landkreises ist der Khlong Tha Lat.

## Geschichte
Mueang Phanom Sarakham (เมืองพนมสารคาม) war bereits eine Stadt im Königreich Ayutthaya, wie auch die benachbarten Mueang Phanat Nikhom (เมืองพนัสนิคม) und Mueang Sanam Chai Khet (เมืองสนามไชย์เขตต์).
Im Jahr 1894 wurde sie zum Landkreis Phanom Sarakham erhoben.

## Verwaltung

### Provinzverwaltung
Der Landkreis Phanom Sarakham ist in acht Tambon („Unterbezirke“ oder „Gemeinden“) eingeteilt, die sich weiter in 87 Muban („Dörfer“) unterteilen.
| Nr. | Name            | Thai      | Muban | Einw.  |
| --- | --------------- | --------- | ----- | ------ |
| 01. | Ko Khanun       | เกาะขนุน   | 15    | 15.537 |
| 02. | Ban Song        | บ้านซ่อง    | 14    | 10.010 |
| 03. | Phanom Sarakham | พนมสารคาม | 03    | 09.981 |
| 04. | Mueang Kao      | เมืองเก่า   | 07    | 03.044 |
| 05. | Nong Yao        | หนองยาว   | 12    | 09.107 |
| 06. | Tha Than        | ท่าถ่าน     | 07    | 08.046 |
| 07. | Nong Nae        | หนองแหน   | 15    | 09.541 |
| 08. | Khao Hin Son    | เขาหินซ้อน  | 14    | 15.296 |

### Lokalverwaltung
Es gibt fünf Kommunen mit „Kleinstadt“-Status (Thesaban Tambon) im Landkreis:
- Ban Song (Thai: เทศบาลตำบลบ้านซ่อง) bestehend aus dem kompletten Tambon Ban Song.
- Tha Than (Thai: เทศบาลตำบลท่าถ่าน) bestehend aus dem kompletten Tambon Tha Than.
- Ko Khanun (Thai: เทศบาลตำบลเกาะขนุน) bestehend aus Teilen des Tambon Ko Khanun.
- Khao Hin Son (Thai: เทศบาลตำบลเขาหินซ้อน) bestehend aus Teilen des Tambon Khao Hin Son.
- Phanom Sarakham (Thai: เทศบาลตำบลพนมสารคาม) bestehend aus Teilen des Tambon Phanom Sarakham.

Außerdem gibt es sechs „Tambon-Verwaltungsorganisationen“ (องค์การบริหารส่วนตำบล – Tambon Administrative Organizations, TAO)
- Ko Khanun (Thai: องค์การบริหารส่วนตำบลเกาะขนุน) bestehend aus Teilen des Tambon Ko Khanun.
- Phanom Sarakham (Thai: องค์การบริหารส่วนตำบลพนมสารคาม) bestehend aus Teilen des Tambon Phanom Sarakham.
- Mueang Kao (Thai: องค์การบริหารส่วนตำบลเมืองเก่า) bestehend aus dem kompletten Tambon Mueang Kao.
- Nong Yao (Thai: องค์การบริหารส่วนตำบลหนองยาว) bestehend aus dem kompletten Tambon Nong Yao.
- Nong Nae (Thai: องค์การบริหารส่วนตำบลหนองแหน) bestehend aus dem kompletten Tambon Nong Nae.
- Khao Hin Son (Thai: องค์การบริหารส่วนตำบลเขาหินซ้อน) bestehend aus Teilen des Tambon Khao Hin Son.